# Trophy Bass
Trophy Bass est un jeu vidéo de pêche développé par Dynamix et publié par Sierra On-Line en 1995 sur PC. Le joueur y participe à des compétitions de pêche dont l’objectif est de ramener un maximum de poisson. Il dispose pour cela de tout le matériel moderne de ce sport : barque, sonar et différents types de canne à pêche et d’hameçon. La compétition prend en compte de nombreux paramètres dont la saison, la température de l’eau et de l’air, la direction du vent, le temps et l’heure. 

## Accueil
| Trophy Bass           |      |       |
| Média                 | Pays | Notes |
| Computer Gaming World | US   | 4/5   |
| Gen4                  | FR   | 0/5   |
| Joystick              | FR   | 72 %  |
| PC Zone               | US   | 50 %  |